# 于阿尔特锡兹
于阿尔特锡兹（法語：Uhart-Cize，法語發音：[yaʁt siz]）是法国大西洋比利牛斯省的一个市镇，位于该省西南部，属于巴约讷区和巴斯克地区城市公共社区。

## 地名
“锡兹”（Cize）指的是锡兹地区。

## 地理
于阿尔特锡兹（43°9'53"N, 1°14'40"W）面积11.66 平方千米，位于法国新阿基坦大区大西洋比利牛斯省，该省份为法国东南部省份，涵盖了贝阿恩与北巴斯克，西临大西洋比斯開灣，北至朗德省，东北接热尔省，东临上比利牛斯省，南与西班牙接壤。
与于阿尔特锡兹接壤的市镇（或旧市镇、城区）包括：阿尔内吉、阿斯卡拉特、伊斯普尔、拉斯、圣让皮耶德波尔、圣米歇尔。
于阿尔特锡兹的时区为UTC+01:00、UTC+02:00（夏令时）。

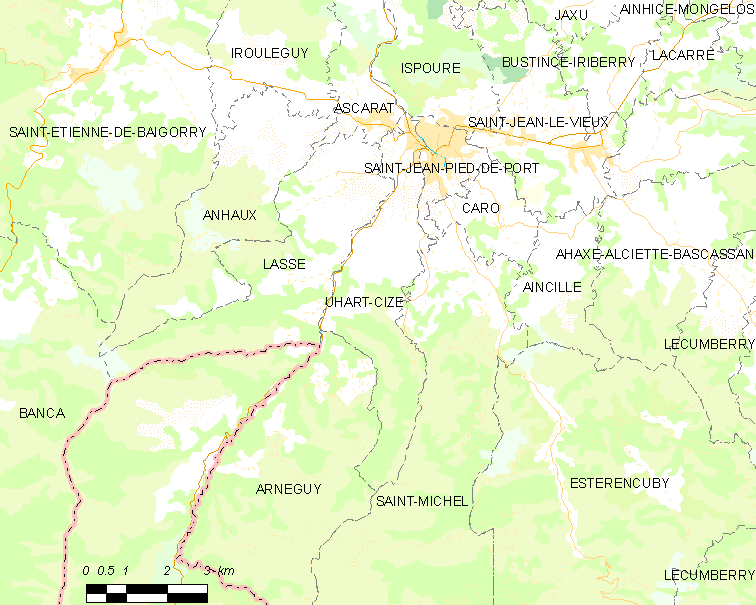
于阿尔特锡兹的OSM定位图

## 行政
于阿尔特锡兹的邮政编码为64220，INSEE市镇编码为64538。

## 政治
于阿尔特锡兹所属的省级选区为巴斯克山地县。

## 人口

1962-2008年间于阿尔特锡兹人口变化图示

于阿尔特锡兹于2022年1月1日时的人口数量为795人。